# Komunitní rada Brooklynu 16
Komunitní rada Brooklynu 16 (Brooklyn Community Board 16) je komunitní rada v Brooklynu v New Yorku.
Zahrnuje části Brownsville a Ocean Hill. Ohraničuje ji na západě East 98TH street, East New York Avenue, Ralph Avenue, Atlantic Avenue a Saratoga Avenue, na severu Broadway, na východě Van Sinderen Avenue a na jihu Long Island Rail Road. Předsedou (2007) je Hazel A. Younger a správcem Viola D. Greene-Walker. Má rozlohu 1,9 km² a v roce 2000 zde žilo 85 343 obyvatel.